# 존 서티스

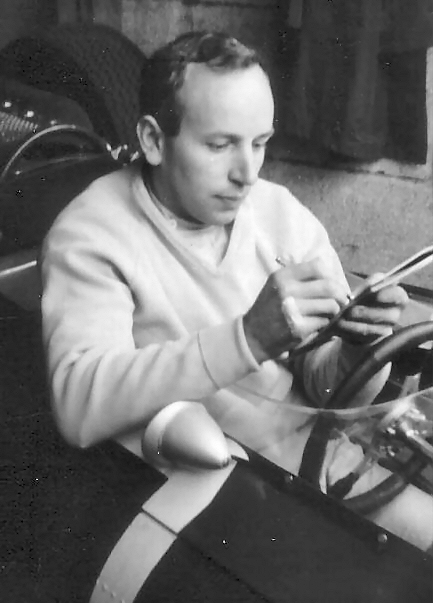
존 서티스 (1964년)

존 서티스(영어: John Surtees, CBE, 1934년 2월 11일 ~ 2017년 3월 10일)는 영국의 포뮬러 원 레이싱 선수이다. 1964년 포뮬러 원 시즌 챔피언이다. 1959년 BBC 올해의 스포츠인상 수상자이기도 하다.

## 서훈
- 1961년 대영 제국 훈장 5등급(MBE)[2]
- 2008년 대영 제국 훈장 4등급(OBE)[3]
- 2016년 대영 제국 훈장 3등급(CBE)[1]